# Grouesy
Grouesy war ein französischer Hersteller von Automobilen.

## Unternehmensgeschichte
Das Unternehmen aus Sartrouville begann 1923 mit der Produktion von Automobilen. Der Markenname lautete Grouesy. 1924 endete die Produktion.

## Fahrzeuge
Das Unternehmen stellte kleine Cyclecars her. Für den Antrieb sorgte ein V2-Motor mit 985 cm³ Hubraum. Die Motorleistung wurde mittels Riemen auf die Antriebsachse übertragen. Die Fahrzeuge wurden auch bei Autorennen eingesetzt.